# Bukovina u Čisté

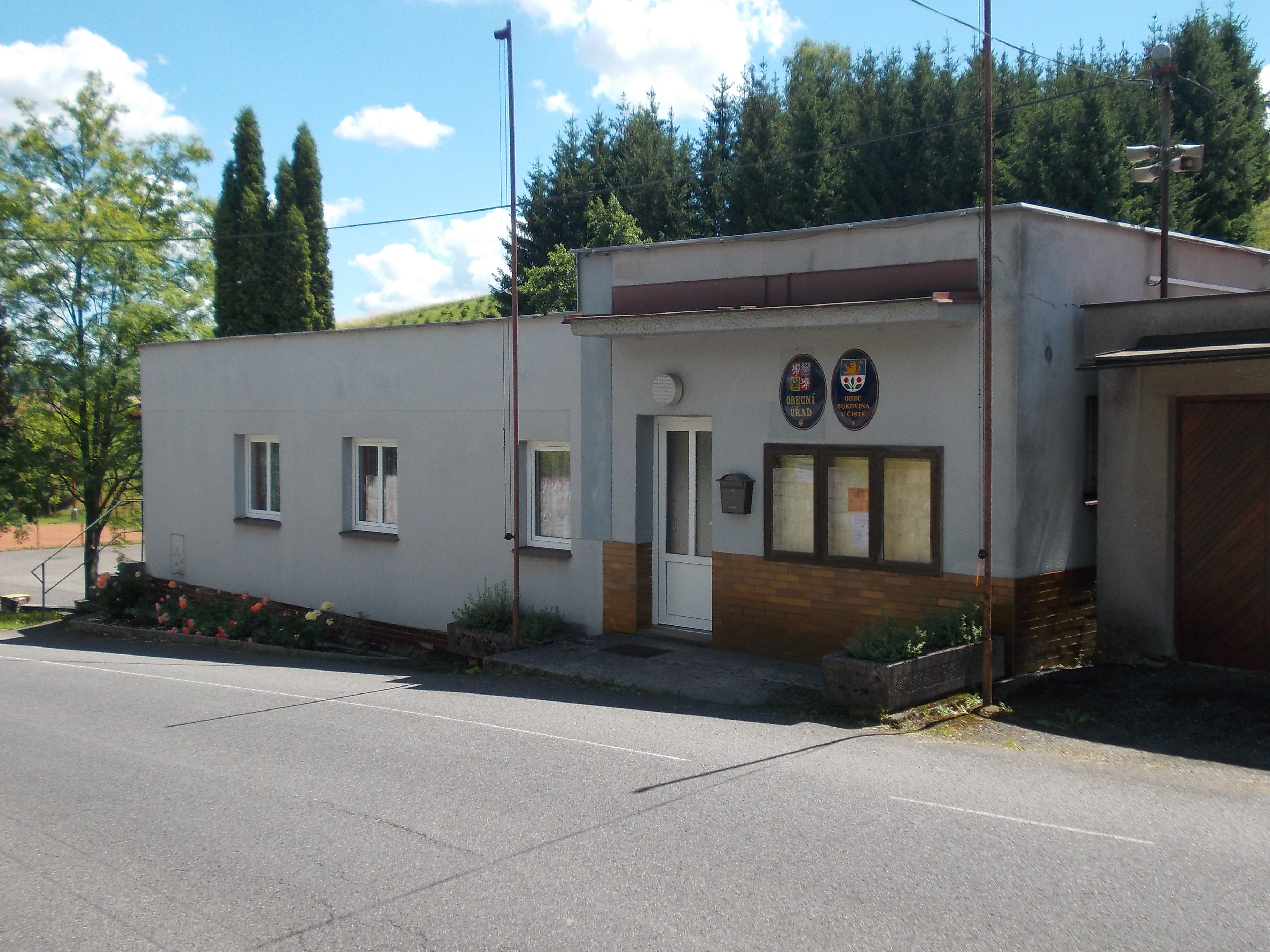
Gemeindeamt

Bukovina u Čisté (deutsch: Bukowina bei Tschiest) ist eine Gemeinde im Okres Semily, Liberecký kraj in Tschechien.

## Geschichte
Der Ort wurde 1386 erstmals urkundlich erwähnt. Die Ansiedlung Karlsdorf wurde 1783 durch Karl von Morzin gegründet.

## Gemeindegliederung
Für die Gemeinde Bukovina u Čisté sind keine Ortsteile ausgewiesen. Zu Bukovina u Čisté gehört die Ansiedlung Karlov (Karlsdorf).